# NXT WarGames 2021
NXT WarGames (2021) was de 5e professioneel worstel-pay-per-view (PPV) en WWE Network evenement van WarGames dat georganiseerd werd door WWE voor hun NXT brand. Het evenement vond plaats op 5 december 2021 in het WWE Performance Center in Orlando, Florida.
Dit was het eerste evenement van WarGames dat de naam NXT TakeOver niet droeg, aangezien de evenementen van 2017 tot 2020 werden gehouden als een serie van TakeOver met de titel "TakeOver: WarGames". Het was het eerste evenement van NXT na de stopzetting van de TakeOver-serie en vervolgens het eerste evenement van NXT dat niet werd gepromoot onder TakeOver.

## Matches
| Nr. | Match | Winnaar(s)                                          | Opmerkingen                                               | Bron  |
| --- | --- | --------------------------------------------------- | --------------------------------------------------------- | ----- |
| 1D  | Odyssey Jones vs. Andre Chase | Odyssey Jones                                       | Een-op-een match.                                         | [ 2 ] |
| 2   | Cora Jade, Io Shirai, Kay Lee Ray & Raquel Gonzalez vs. Dakota Kai & Toxic Attraction (Mandy Rose, Gigi Dolin & Jacy Jayne)                                                                    | Cora Jade, Io Shirai, Kay Lee Ray & Raquel Gonzalez | WarGames match.                                           | [ 2 ] |
| 3   | Imperium (Fabian Aichner & Marcel Barthel) (c) vs. Kyle O'Reilly & Von Wagner | Imperium                                            | Tag team match voor het NXT Tag Team Championship.        | [ 2 ] |
| 4   | Cameron Grimes vs. Duke Hudson | Cameron Grimes                                      | Hair vs. hair match                                       | [ 2 ] |
| 5   | Roderick Strong (c) (met The Diamond Mine) vs. Joe Gacy (met Harland) | Roderick Strong                                     | Een-op-een match voor het NXT Cruiserweight Championship. | [ 2 ] |
| 6   | Team 2.0 (Bron Breakker, Grayson Waller, Tony D'Angelo & Carmelo Hayes) (met Trick Williams) vs. Team Black & Gold (Johnny Gargano, LA Knight, Pete Dunne & Tommaso Ciampa) (met Dexter Lumis) | Team 2.0                                            | WarGames match.                                           | [ 2 ] |